# Musikjahr 1655
Liste der Musikjahre

◄◄ | ◄ | 1651 | 1652 | 1653 | 1654 | Musikjahr 1655 | 1656 | 1657 | 1658 | 1659 | ► | ►►

Weitere Ereignisse
Dieser Artikel behandelt das Musikjahr 1655.

## Ereignisse
- 00. Mai: Johann Rosenmüller wird wegen homosexueller Aktivitäten inhaftiert und aller Ämter enthoben.
- 04. November: Uraufführung des musikalischen Dramas L’Argia von Antonio Cesti in Innsbruck

## Instrumental- und Vokalmusik (Auswahl)
- Giovanni Legrenzi – Sonata a due, e tre. op. 2, Venedig: Francesco Magni

## Musiktheater
- Giuseppe Alfiero – La fedeltà trionfante (verloren)
- Francesco Cavalli – L’Erismena
- Antonio Cesti – L’Argia, Innsbruck

## Geboren

### Geburtsdatum gesichert
- 18. Februar: Pietro Giovanni Guarneri, italienischer Geigenbauer aus der Cremoneser Geigenbauerdynastie Guarneri († 1720)
- 28. Februar: Johann Beer, österreichischer Schriftsteller und Komponist († 1700)

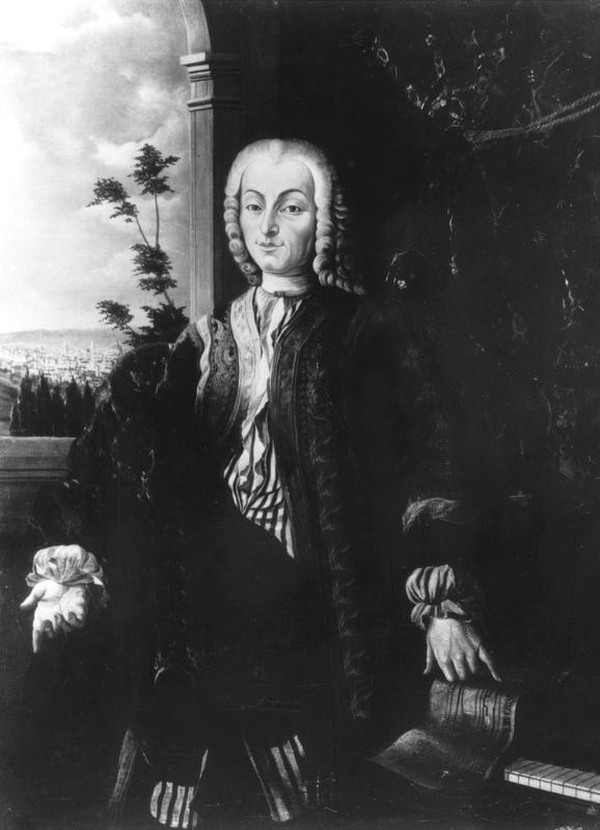
Bartolomeo Cristofori; * 4. Mai

- 04. Mai: Bartolomeo Cristofori, italienischer Musikinstrumentenbauer, Erfinder des Hammerklaviers († 1731)
- 30. Mai: Bénédict Pictet, Genfer evangelischer Geistlicher und Hochschullehrer († 1724)
- 13. August: Johann Christoph Denner, deutscher Holzblasinstrumentenmacher († 1707)

### Genaues Geburtsdatum unbekannt
- Emanuel Kegel, deutscher Komponist († 1724)

### Geboren um 1655
- Clemens Hader, deutsch-österreichischer Opernsänger († 1714)
- Isidre Roi, spanischer Komponist, Harfenist und Chormeister († 1720)

## Gestorben
- 03. April: Andrzej Niżankowski, polnischer Organist und Komponist (* um 1580)
- 13. April: Christoph Sätzl, österreichischer Komponist (* 1592)
- 24. April: Johann Erasmus Kindermann, deutscher Komponist (* 1616)
- 30. Juli: Sigmund Theophil Staden, deutscher Organist, Komponist, Stadtpfeifer, Maler und Dichter (* 1607)